# アントニオ・モハメド
リカルド・アントニオ・モハメド・マティヘビッチ（Ricardo Antonio Mohamed Matijević, 1970年4月2日 - ）は、アルゼンチン・ブエノスアイレス出身の元同国代表サッカー選手、現サッカー指導者。現役時代のポジションはフォワード。エル・トゥルコ（El Turco、トルコ人の意味）というニックネームで呼ばれることが多い。メキシコ国籍も所持しているアラブ系アルゼンチン人。

## 経歴

### 選手時代
1987年にプリメーラB・ナシオナル（2部）のCAウラカンからデビュー。1988-89シーズンには中心選手としてプリメーラB・ナシオナル優勝とプリメーラ・ディビシオン（1部）昇格に貢献し、CAロス・アンデス戦では試合唯一の得点を挙げている。イタリアのACフィオレンティーナに移籍金120万USドルで移籍したが、母国のボカ・ジュニアーズとCAインデペンディエンテにレンタル移籍した。1988年から1991年にはアルゼンチン代表に招集され、1991年にはコパ・アメリカに出場した。
1993年にメキシコのトロス・ネサFCに移籍し、その後は現役引退までメキシコのクラブでプレーした。ベラーノ（夏季シリーズ）1997はエンリケ・メサ監督に率いられ、非常に攻撃的なスタイルで旋風を巻き起こした。リギージャ（決勝トーナメント）では決勝に進出したが、チーバス・グアダラハラに敗れて準優勝に終わった。この時のチームメイトにはミゲル・エレーラ、ニウデソン、ロドリゴ・ルイス、ヘルマン・アランヒオなどがいた。トロス・ネサには1998年まで在籍し、モアメドが着けていた背番号11はクラブの永久欠番となっている。1998年にはCFモンテレイに移籍して2000年まで在籍。その後数年間はCDマルテ、イラプアトFC、アトランテFC、クラブ・セラヤ、CDサカテペクに短期間在籍し、2003年に現役引退した。

### 指導者時代
現役引退後は母国アルゼンチンに戻り、古巣CAウラカンの監督に就任。その後は再びメキシコに渡り、CDサカテペク、モナルカス・モレリア、ケレタロFC、CFハグアレス・デ・チアパスの監督を務めた。ドイツで2006 FIFAワールドカップが開催されていた2006年6月、9歳の息子が自動車事故で死去した。アントニオ自身もこの事故で重傷を負い、脚を失う危機にあった。2007年にはメキシコのティブロネス・ロホス・デ・ベラクルス、2008年から2010年にはアルゼンチンのCAコロンを指揮。2010年には選手時代の古巣CAインデペンディエンテの監督に就任し、同年のコパ・スダメリカーナでは、デフェンソール・スポルティング（ウルグアイ）、デポルテス・トリマ（コロンビア）、LDUキト（エクアドル）、ゴイアスEC（ブラジル）を破って優勝した。2試合合計4-3で勝利したデフェンソール戦以外は、アウェーゴール差で勝ち上がりが決まる接戦だった。また、デフェンソール戦 (0-1) 、LDUキト戦 (2-3) 、ゴイアス戦 (0-2) はいずれもファーストレグに敗れており、セカンドレグで逆転しての勝ち上がりだった。ゴイアス戦ではセカンドレグで2点差を挽回し、PK戦では全員がキックを成功させて優勝を決めた。
2011年9月、アペルトゥーラ2011のシーズン途中にメキシコのクラブ・ティフアナ監督に就任すると、クラウスーラ2012ではクラブ初のリギージャ進出を果たした。アペルトゥーラ2012のレギュラーシーズンではデポルティーボ・トルーカFCとともに1位タイの勝ち点を獲得し、リギージャではCFモンテレイ、クルブ・レオンを破って決勝に進出。決勝ではトルーカを破って優勝し、2007年に設立された新興クラブのティフアナにトップリーグの初タイトルをもたらした。2013年にはコパ・リベルタドーレスに出場し、グループリーグをSCコリンチャンス・パウリスタ（ブラジル）に次ぐ2位で通過。決勝トーナメント1回戦ではSEパルメイラス（ブラジル）を破ったが、準々決勝では結果的に優勝するアトレチコ・ミネイロ（ブラジル）に敗れた。2013年6月にティフアナ監督を退任し、再びウラカンの監督に就任した。
2015年2月16日、かつて選手時代に所属したCFモンテレイの指揮官となることが発表された。
2018年5月22日、セルタ・デ・ビーゴの監督に就任した。

## 人物
母親はクロアチアにルーツを持つ。モアメドというアラブ風の姓から、エル・トゥルコ（El Turco、トルコ人の意味）というニックネームを持つが、父親はトルコではなくレバノンにルーツを持つ。1900年代のオスマン帝国時代にアラブ人がラテンアメリカにやってきて以来、アルゼンチンを含むほとんどのラテンアメリカ諸国では、アラブ人はしばしばトルコ人と間違われる。

## タイトル

### 選手時代
ウラカン
- プリメーラB・ナシオナル : 1989-90

アルゼンチン代表
- コパ・アメリカ : 1991

### 指導者時代
インデペンディエンテ
- コパ・スダメリカーナ : 2010

ティフアナ
- プリメーラ・ディビシオン : 2012A

アメリカ
- プリメーラ・ディビシオン : 2014A

モンテレイ
- プリメーラ・ディビシオン : 2019A
- コパMX : 2017A